# Baron Plunket

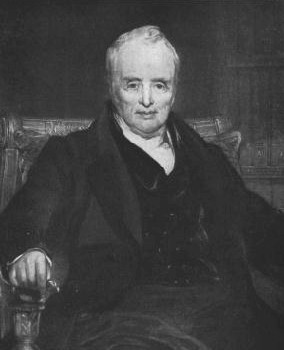
William Plunket, 1. Baron Plunket

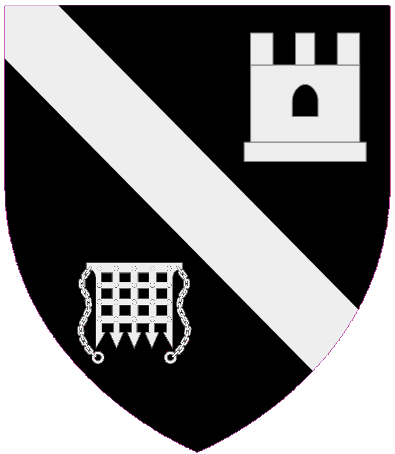
Wappen der Barone Plunkett

Baron Plunket, of Newtown in the County of Cork, ist ein erblicher britischer Adelstitel in der Peerage of the United Kingdom.

## Verleihung
Der Titel wurde am 1. Mai 1827 für den irischen Juristen und Politiker William Plunket geschaffen.
Heutiger Titelinhaber ist seit 2013 dessen Ur-ur-ur-urenkel Tyrone Plunket als 9. Baron.

## Liste der Barone Plunket (1827)
- William Plunket, 1. Baron Plunket (1764–1854)
- Thomas Plunket, 2. Baron Plunket (1792–1866)
- John Plunket, 3. Baron Plunket (1793–1871)
- William Plunket, 4. Baron Plunket (1828–1897)
- William Plunket, 5. Baron Plunket (1864–1920)
- Terence Plunket, 6. Baron Plunket (1899–1938)
- Patrick Plunket, 7. Baron Plunket (1923–1975)
- Robin Plunket, 8. Baron Plunket (1925–2013)
- Tyrone Plunket, 9. Baron Plunket (* 1966)

Titelerbe (Heir apparent) ist der ältere Zwillingssohn des aktuellen Titelinhabers, Hon. Rory Plunket (* 2001).